# Kitsch

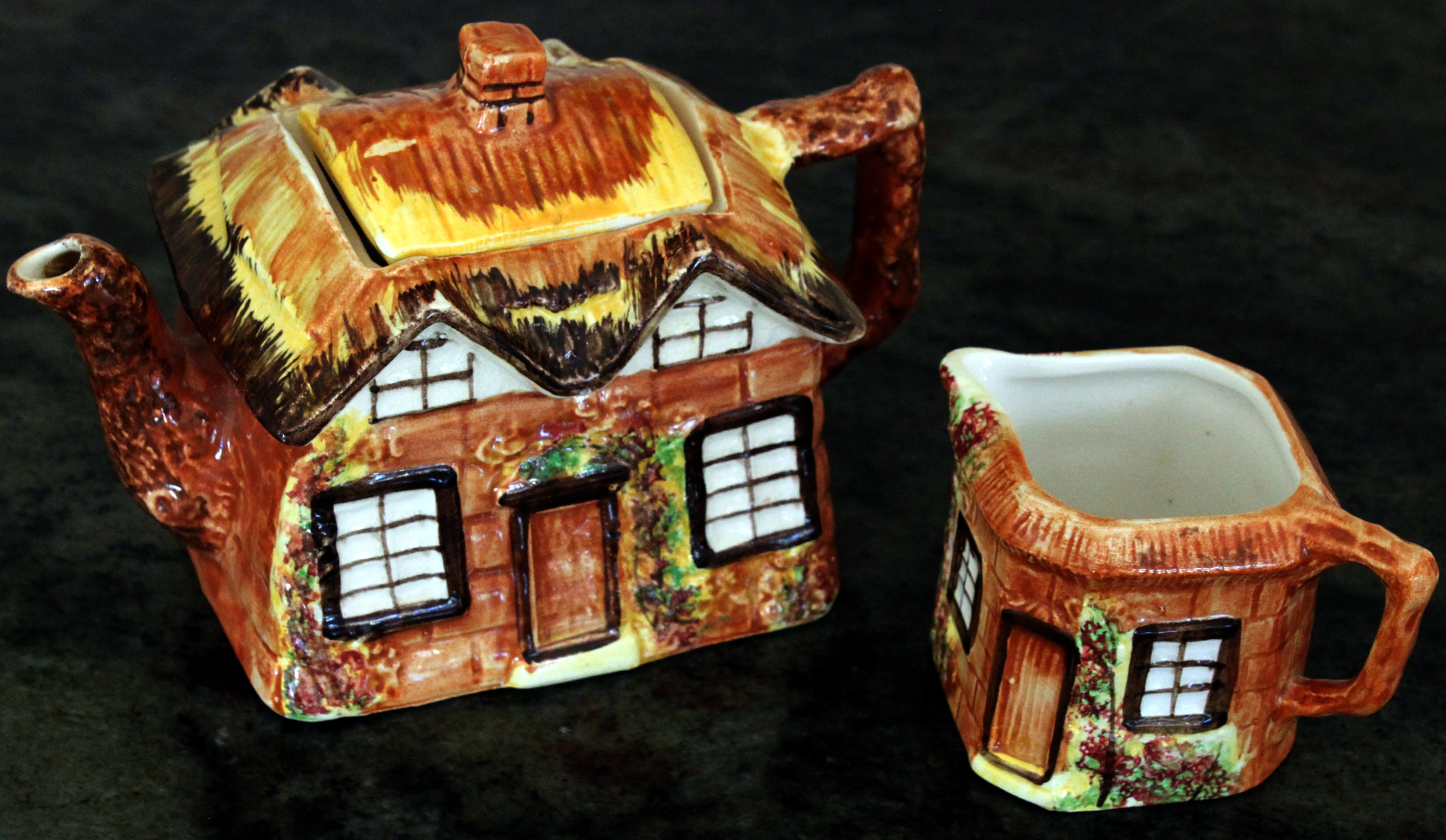
Theepot en melkkan in de vorm van een huisje

Kitsch is de veelal laatdunkend bedoelde benaming voor artistieke werken die worden gekenmerkt door sentimentaliteit, sensatiezucht of gladheid. Kitsch wordt dikwijls vereenzelvigd met smakeloos, lelijk of slecht.

## Etymologie
De precieze herkomst van het rond 1870 in München ontstane woord is onzeker; het oudst bekende gebruik stamt uit het jaar 1878, uit een satirisch epigram van Max Bernstein. Kitsch is van oorsprong een Ripuarisch dialectwoord dat aangekoekt vuil betekent en in de Limburgse dialecten de betekenis klokhuis heeft; het betekent zoveel als troep of afval.

## Historie
De onderverdeling van kunst in een lagere en hogere soort stamt af van het gedachtegoed van Immanuel Kant. Ook Clive Bell meende dat er een standaard voor smaak valt vast te stellen. Deze standaard deelt een kunstwerk in bij hoge kwaliteit (goede smaak) of lage kwaliteit (slechte smaak of kitsch).
In ruimere zin wordt iedere uiting van vermeende wansmaak kitsch genoemd. In nog ruimere zin (zoals geformuleerd door de schrijver Milan Kundera) gaat het om cultureel bepaalde uitingen of gewoonten die iets pretenderen wat niet waargemaakt kan worden. Kenmerkend voor kitsch is het nadoen of namaken van (voorbije) cultuuruitingen en kunststromingen (soms meerdere stromingen in een ontwerp) en het gebruik van overdaad.
De term werd vaak gebruikt voor massacultuur in het algemeen, waardoor het woord een elitaire klank heeft gekregen. Bovendien is het vaak gebruikt (en misbruikt) voor kunst die niet tot de avant-garde behoorde, en om die eigenschap door vooruitstrevende kunstenaars en hun aanhang onder de critici als 'niet van haar eigen tijd' beschouwd werd. Kitsch werd daarbij voorgesteld als het kritiekloos terugvallen op voorbije stijlperiodes. Thans is de definitie (weer) vernauwd tot cultuuruitingen met valse, niet-waargemaakte pretenties, die op een goedkope manier gevoelens proberen op te roepen.
Sinds de opkomst van het postmodernisme in de kunst zijn de grenzen vervaagd, doordat een postmodern kunstenaar vaak bewust elementen van vroegere stijlen en/of massacultuur overneemt en dus doelbewust iets maakt dat als kitsch wordt beschouwd. Ook zijn er aan het eind van de twintigste eeuw subculturen die het expres-kitscherige als kenmerk hebben.
Wanneer een cultuuruiting vanuit kunstzinnig oogpunt als kitsch gezien moet worden maar de schepper ervan kosten noch moeite gespaard heeft spreekt men van edelkitsch. Hierbij moet men bijvoorbeeld denken aan zaken als Disneyland (kasteel van Assepoester) of Paul Abrahams operette Die Blume von Hawaii. Kitsch die, soms bewust, zo frappant vals pretentieus is dat hij zelfs als massaproduct niet aanslaat pleegt men Überkitsch te noemen. Met deze term wordt wel naar het postmodernistische werk van Jeff Koons verwezen. 